# Schytni Hory
Schytni Hory (ukrainisch Житні Гори; russisch Житные Горы Schitnyje Gory, polnisch Żytnie Góry) ist ein Dorf im Süden der ukrainischen Oblast Kiew mit etwa 2300 Einwohnern (2001).

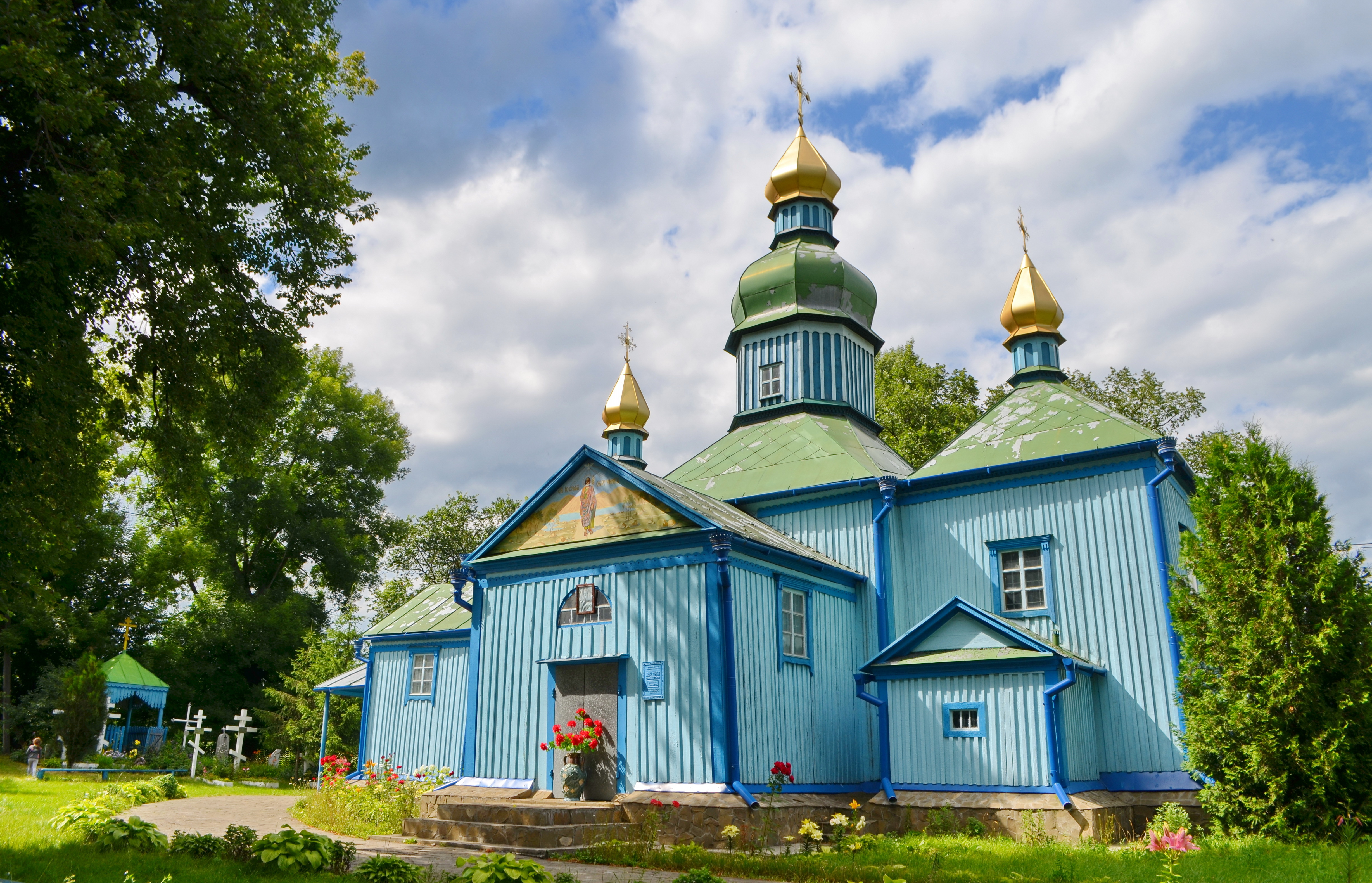
Die denkmalgeschützte Holzkirche Sankt-Joseph-Kirche von 1756

Das Dorf hatte, dem Geographischen Lexikon des Königreichs Polen nach, 1790 616 und 1863 1351 Einwohner. 1973 hatte es, der Geschichte der Städte und Dörfer der Ukrainischen SSR nach, 2524 Einwohner.
In der Dorfmitte befindet sich mit der 1756 erbauten und 1854 erweiterten Holzkirche Sankt-Joseph ein architektonisches Denkmal von nationaler Bedeutung.
Die Ortschaft liegt am Ufer der Rokytna (Рокитна), einem 20 km langen, linken Nebenfluss des Dneprzuflusses Ros, 5 km nördlich vom ehemaligen Rajonzentrum Rokytne und 100 km südlich der ukrainischen Hauptstadt Kiew. Durch das Dorf verläuft die Territorialstraße T–10–10.
Am 12. Juni 2020 wurde das Dorf ein Teil der neugegründeten Siedlungsgemeinde Rokytne, bis dahin bildete es die gleichnamige Landratsgemeinde Schytni Hory (Житньогірська сільська рада/Schytnjohirska silska rada) im Zentrum des Rajons Rokytne.
Am 17. Juli 2020 kam es im Zuge einer großen Rajonsreform zum Anschluss des Rajonsgebietes an den Rajon Bila Zerkwa.